# 卡吲洛尔
卡吲洛尔是一种含氮有机化合物，化学式C
19H
28N
2O
4，能作为β受体阻滞剂，对血清素受体也有作用。